# Тетразен (производное тетразола)
Тетразе́н — химическое соединение C2H6N10·H2O. Моногидрат 5-(4-амидино-1-тетразено)тетразола.
Желтоватые клиновидные кристаллы. В насыпном виде представляет собой рыхлую кристаллическую массу с насыпной плотностью 0,45 г/см³. Почти не растворим в воде (0,02 г на 100 г воды при 22 °C) и в органических растворителях. Обладает сильными взрывчатыми свойствами.
Инициирующее взрывчатое вещество, используемое в капсюлях накольного действия как сенсибилизатор (увеличитель чувствительности) к азиду свинца или тринитрорезорцинату свинца.
Номер в классификации ООН 0114.

## Свойства
- Плотность кристаллов 1,685 г/см³
- Теплота взрыва 2305 кДж/кг
- Температура вспышки 140 °C
- Объем газообразных продуктов взрыва 400—450 л/кг

## Получение
Получают тетразен взаимодействием водных растворов нитрата или карбоната аминогуанидина NH2NHC(=NH)NH2 с нитритом натрия NaNO2.